# Alejandro Alonso Núñez
Alejandro Alonso Núñez (Valdepeñas, 20 de agosto de 1951) es un político y veterinario español, diputado por Toledo.

## Biografía
Nacido en Valdepeñas, es licenciado en Veterinaria y funcionario público perteneciente al Cuerpo Nacional Veterinario. Miembro del PSOE, ha desempeñado diversos cargos públicos, comenzando como consejero de Presidencia de Castilla-La Mancha entre 1987 y 1993, consejero de Industria y Trabajo de Castilla-La Mancha entre 1993 y 1996 y consejero de Agricultura y Medio Ambiente de Castilla-La Mancha entre 1996 y 2003. Fue candidato del PSOE a la alcaldía de Toledo, obteniendo 11 concejales frente a 13 PP y uno de IU, siendo Presidente-Portavoz del Grupo Municipal Socialista de Toledo y presidente de la Ejecutiva Provincial PSOE-Toledo (2004). Desde el 2 de abril de 2004 es diputado por la provincia de Toledo en el Congreso de los Diputados

## Actividad Profesional
- Vocal de la Diputación Permanente
- Portavoz de la Comisión de Medio Ambiente, Agricultura y Pesca
- Portavoz de Agricultura del Grupo Parlamentario Socialista
- Vocal en la Comisión de Presupuestos
- Vocal en la Comisión de Economía y Hacienda